# Феоктистов, Евгений Михайлович
Евге́ний Миха́йлович Феокти́стов (14 [26] апреля 1828, Калуга — 16 [28] июня 1898, Царское Село) — писатель, журналист, сотрудник журналов «Современник», «Отечественные записки», редактор журналов «Русская речь» и «Журнала Министерства народного просвещения» (1871—1883), затем цензор, (с 1 января 1883 года) тайный советник и в течение почти тринадцати лет (1883—1896) — начальник главного управления по делам печати Министерства внутренних дел (главный цензор России) и сенатор (с 23 мая 1896 года по день своей смерти).
Евгений Феоктистов прошёл впечатляющий путь личного развития, приведшей его из рядов активных либералов и сотрудников журнала «Отечественные записки» — в кресло главного цензора России, спустя двадцать лет подписавшего распоряжение о закрытии того журнала, в котором он начинал свою литературную карьеру.

## Биография

### Ранние годы
Евгений Феоктистов родился в небогатой семье чиновника: его отец Михаил Яковлевич (1789—?) происходил из обер-офицерских детей, в 1825—1831 годах служил асессором Калужского губернского правления, имел чин титулярного советника, за женой было «крепостных две души мужеска пола»; кроме Евгения в семье Феоктистовых были сын Николай (старший брат, род. 1822) и дочь Софья.
Окончив 1-ю Московскую гимназию, где воспитывался на средства Московского приказа общественного призрения, он поступил в 1847 году в Императорский Московский университет, — по бедности был стипендиатом того же приказа; в 1851 году успешно окончил курс университета со степенью кандидата. 
Евгений Михайлович вполне мог превратиться в писателя, журналиста или историка, так как обладал даром слова и склонностью к историческим исследованиям. И хотя его перу принадлежат весьма крупные исторические работы «Борьба Греции за независимость» и «Магницкий: материалы для истории просвещения в России», а к концу жизни Феоктистов написал широко известные, острые мемуары «За кулисами политики и литературы», с открытыми и порой едкими характеристиками ряда высших сановников России, но своё имя в историю он вписал в основном другими достижениями. Волей случая и собственного характера, Евгений Феоктистов не стал более всего «человеком пера»: писателем, журналистом или историком. Жизнь его сложилась совершенно иначе. Сначала либерал и вольнодумец, а затем всё более монархист, государственник и, наконец, строгий блюститель порядка и непреклонный цензор — такой путь проходили многие общественные деятели александровских времён. Пожалуй, нечто похожее на жизнь Евгения Феоктистова (в мягкой форме) было описано в раннем романе Ивана Гончарова «Обыкновенная история».
Ещё в университете студент Евгений Феоктистов отличался лево-либеральными убеждениями; он даже успел принять некоторое участие в работе кружка Михаила Петрашевского, за что в 1849 году несколько раз был допрошен в качестве одного из подозреваемых по делу петрашевцев. Но и в следующее десятилетие Феоктистов оставался весьма близок кругу либеральной молодёжи. В 1860—1870-е годы, на волне общественного подъёма он сотрудничал с такими известными и знаковыми изданиями, как «Современник», «Отечественные записки», редактировал «Русскую речь».
Во время обучения Феоктистова, в университете читал лекции такой известнейший либерал-западник, как Тимофей Грановский. Статья о его лекциях, читанных весной 1851 года, была Е. М. Фектистовым помещена в февральской книжке «Современника» за 1852 год и стала первой его авторской публикацией; затем последовал исторический очерк о Марии Стюарт.
По окончании университета Феоктистов примкнул к кружку известного географа и путешественника Николая Фролова, в журнале которого «Магазин Землеведения и Путешествий» (1852, том I) появились несколько его переводов К. Риттера. Первоначально Феоктистов стал преподавать в пансионе Эннеса.
Вступил в службу 1 февраля 1853 года — в Таврическую палату государственных имуществ. В Крым он уехал вместе с графиней Е. В. Салиас-де-Турнемир, в дом которой ещё студентом Феоктистов поступил домашним учителем. Уже в следующем году вернулся в Москву, где недолгое время служил в канцелярии московского гражданского губернатора, а затем был получил назначение учителем истории в Александринский сиротский кадетский корпус в Москве. Преподавал он также недолго; уже 24 апреля 1856 года он вышел в отставку.
К этому же периоду относится деятельное участие Феоктистова в «Московских Ведомостях», и в только что возникшем в 1856 году под редакцией М. Н. Каткова, либеральном «Русском Вестнике» (в те времена также и Михаил Катков отличался демократическими убеждениями). В «Русском вестнике» и в «Отечественных записках» Евгений Феоктистов опубликовал целый ряд своих исторических статей. В конце 1856 года он отправился в заграничное путешествие и в течение всего 1857 года посыла корреспонденции их Франции и Италии в «Московские ведомости». Вернувшись в 1858 году, он вновь стал преподавать в кадетском училище и готовиться к преподаванию в Московском университете, что впоследствии не осуществилось. Он также был деятельным сотрудником «Русского вестника», разместив в нём в течение 1858—1859 годов не менее девяти статей по новейшей истории и политике.
С начала 1861 года Феоктистов был помощником графини Е. В. Салиас по ведению её журнала «Русская речь», а затем (с № 39, май), когда в нём возник политический отдел — главным редактором журнала.

### На государственной службе
В 1862 году Евгений Феоктистов переехал в Санкт-Петербург, 10 мая поступил на службу в ведомство министерства народного просвещения и 12 января 1863 года был назначен чиновником особых поручений VI класса в чине коллежского асессора; 30 августа 1866 года произведён в надворные советники, 29 декабря 1866 года получил орден Св. Анны 2-й степени (ранее был награждён орденом Св. Станислава 2-й ст. с императорской короной). В его обязанности входило составление краткого «обозрения» наиболее любопытных и показательных публикаций для Его Императорского Величества (Александра II). Одновременно, он получил приглашение читать лекции по всеобщей истории в Николаевской академии Генерального штаба. По видимому, восемь лет, проведённые за этим занятием, оставили очень серьёзный след в общем настроении, характере, а затем и биографии Феоктистова.
В 1871 году Феоктистов был назначен главным редактором официального «Журнала Министерства народного просвещения» — и на этом ответственном государственном посту находился в течение двенадцати лет. За эти годы его характер всё более цементируется, а взгляды — ещё более «правеют». После убийства императора Александра II и с прекращением хотя и противоречивого, но всё же реформаторского курса, государственная машина востребует именно таких, выдержанных и испытанных временем консерваторов. Гибель освободителя, убитого народовольцами от имени освобождённых, оказалась во многом символичной: реформы привели всю Россию в движение, но недовольных и разочарованных в итоге оказалось гораздо больше, чем до начала процесса преобразований. Даже самые откровенные монархисты и консерваторы (в их числе Константин Победоносцев, Евгений Феоктистов и Константин Леонтьев) с большей или меньшей прямотой говорили, что император погиб «вовремя» — процарствуй он ещё год или два, и катастрофа России стала бы неизбежностью.

### Во главе Главного управления по делам печати
Во второй половине 1882 года, войдя в доверительные отношения и завоевав личное расположение министра внутренних дел, графа Д. А. Толстого, получив в 1883 г. чин действительного статского советника, Евгений Феоктистов получил свой первый настоящий и «серьёзный пост». 1 января 1883 года произведен в тайные советники и назначен начальником высшего органа политической цензуры России — Главного управления по делам печати. И в этот момент юношеский «либерализм» Феоктистова получил своё окончательное выражение…
В начале 1860-х годов, в бытность свою членом комиссии по выработке законов о печати, Феоктистов решительно высказывался против предоставления государственным и административным органам налагать взыскания на печать. Но к тому времени, когда он стал во главе цензуры, от либеральных увлечений молодости в нём не осталось и следа. Время его управления принадлежит к числу едва ли не самых тяжёлых периодов в истории русского печатного слова. За тринадцать лет, проведённых на своём высшем посту, Феоктистов закрыл несколько крупнейших оппозиционных изданий, в том числе газету «Голос» и журнал «Отечественные записки». Кроме того, под постоянным пристальным вниманием и угрозой закрытия, штрафов и конфискации номеров находились и все прочие либеральные политические и даже юмористические издания. В левых журналистских кругах даже самое слово «Феоктистов» на время стала именем нарицательным, обозначавшим самую жёсткую цензуру, давление и вообще реакционную политику Александра III в области резкого ограничения свободы слова. Начавший свою жизнь участием в кружке петрашевцев, в конце своей карьеры Феоктистов имел уже вид типичного следователя или прокурора-обвинителя по делу Петрашевского.
Сам Е. М. Феоктистов позже объяснял «атаку» на радикальную печать со своей стороны следующими соображениями:

«В других странах общество достигло уже более или менее высокого развития, прежде чем журналистика приобрела влияние на умы; у нас совсем наоборот; громадное большинство нашей публики вместо учебной книги взялось за газету, из нее черпало оно всякую мудрость, и это в крайне тревожный период нашего ист. Существования, когда интересы и страсти находились в сильном брожении».— (Евгений Феоктистов, «За кулисами политики и литературы»)
На посту начальника Главного управления по делам печати Феоктистов получал содержание в 9500 руб.в год (жалования 4000, столовых 4000, а с 1885 — ещё и аренды 1500 руб.); имел ордена: Св. Владимира 3-й ст. (1877), Св. Станислава 1-й ст. (1880), Св. Анны 1-й ст. (1885), Св. Александра Невского.
Довольно часто в либеральных и литературных кругах проводили весьма яркую и напрашивающуюся саму собой параллель между Евгением Феоктистовым и его предшественником на посту начальника Главного управления по делам печати — Михаилом Лонгиновым. Яркий и остроумный поэт круга «Современника», закадычный приятель Некрасова, Тургенева и Дружинина, автор многих водевилей и срамных стихов, никто так не лютовал против своих бывших друзей, как сам Михаил Лонгинов, будучи назначенным в 1871 году на пост главного цензора. Будучи известным автором множества неприличных и откровенно порнографических поэм, оказавшись на посту начальника Главного управления по делам печати, Лонгинов сделался совершенным ханжой и пуританином, вооружился микроскопом и принялся вымарывать из поэзии своих современников даже самые малые намёки на фривольность или интимную шутку. Параллель между Лонгиновым и Феоктистовым тем более била в точку, что круг закрытого цензурой в 1884 году журнала «Отечественные записки» являлся едва ли не прямым продолжением знаменитого круга «Современника».
Только с приходом на престол Николая II уже престарелый Феоктистов 8 февраля 1896 года был отправлен в почётную отставку с занимаемой должности; сначала ему было поручено на правах товарища министра внутренних дел «вести сношения с местами и лицами по делам» Главного управления по делам печати и присутствовать в Государственном Совете при слушании дел этого управления, а 23 мая Евгений Михайлович был вовсе отстранён от цензуры и назначен сенатором гражданского кассационного департамента. Этот шаг нового императора в либеральных кругах был воспринят едва ли не как «дуновение ветра свободы», хотя по существу являлся простой сменой кадров.
Был женат на дочери Могилевского губернатора А. П. Беклемишева Софье Александровне, а их единственный сын Александр (р. 18 ноября 1860 г.), учился в Ломоносовской семинарии Московского Лицея в память цесаревича Николая, но курса не окончил.
Скончался 16 (28) июня 1898 года в Царском Селе после продолжительной болезни. Похоронен на Никольском кладбище Александро-Невской лавры в Петербурге, могила Феоктистова не сохранилась.

## Литературные труды
Ещё в начале 1853 года Е. М. Феоктистов, отвечая И. С. Тургеневу, писал:

Таланта литературного у меня нет; страсть к историческим занятиям большая. Собственно «ученого» из меня никогда не выйдет, ибо во мне нет силы на кропотливый труд, нет нужной усидчивости и неусыпного постоянства в занятиях; но, несмотря на то, занятия историей, и следовательно, литературой (то-есть историей ея) я не оставлю и думаю, что могу принести с этой стороны некоторую пользу, как может принести пользу всякий с любовью и безкорыстно занимающийся чем-нибудь серьёзным в жизни.— Майков Л. Н. Е. М. Феоктистов (некролог)
За свою достаточно долгую жизнь Евгений Феоктистов написал несколько десятков весьма живо и талантливо написанных статей преимущественно по новой истории: как русской, так и европейской. Большинство из этих статей было напечатано в «Русском Вестнике» (в 1856—1882 годах), а также в «Отечественных записках», впоследствии самим Феоктистовым и закрытых.
На протяжении многих лет своей административной деятельности Евгений Феоктистов вёл дневник (до сих пор не опубликованный), а в последние два года жизни написал мемуары, весьма желчно и остро описывающие в лицах чиновничий мир своего времени. Эти мемуары были настолько рискованны, что смогли увидеть свет только в 1929 году. Они были опубликованы под названием «За кулисами политики и литературы» как пример тягостной сатиры на царскую бюрократию (совершенно в духе Салтыкова-Щедрина). Таким парадоксальным образом замкнулось кольцо в жизни и литературной деятельности Евгения Феоктистова.
Как человек наблюдательный, умный и до некоторой степени сторонний в типично чиновном мире Петербурга, Феоктистов оценивал мир правящей верхушки жёстким глазом писателя и журналиста. Несмотря даже на свои крайне консервативные взгляды, он не мог не видеть всей ничтожности своего окружения и, как следствие, — не радеть за державное благо. Именно этим пафосом и проникнуты его мемуары главного цензора.

«Недостаток в талантливых и ярких государственных людях на высших ступенях лестницы власти — недостаток очевидный, несмотря на все исключения, — создавал серьёзные трудности для проведения эффективной политики российской монархии. Вместе с тем складывается и ощущение, что этот недостаток был не только результатом своего рода „отрицательного отбора“, происходившего в самом бюрократическом аппарате, но и последствием достаточно направленной, — хотя, вероятно, и не всегда осознанной, — линии верховной власти при формировании своего ближайшего окружения. Прослеживая предпочтения сменявших друг друга российских венценосцев, можно прийти к выводу, что общая тусклость обитателей государственного Олимпа была им в чём-то даже желательнее „правительства всех талантов“ — если не с точки зрения государственных интересов России, то с позиции большего личного спокойствия за безусловность собственного верховенства в системе власти».— Николай Семёнов. Об особенностях государственной власти в России.
Не случайно Николай I не любил «слишком умничающих»; об Александре II ещё Фёдор Иванович Тютчев иронически заметил, что «когда государь разговаривает с умным человеком, у него вид ревматика, стоящего на сквозном ветру»; при Александре III прежде всего именно выдающиеся способности Плеве помешали ему стать министром внутренних дел — не случайно хорошо знавший императора князь Мещерский писал ему нечто вроде дружеского доноса на Вячеслава Плеве: «это ненадёжный и даже опасный человек, ибо он умен и ловок, как Вельзевул»; да и талантливый, к тому же независимый в своих суждениях Александр Половцов в итоге — так и не получил желанного министерского поста, к которому он так долго стремился и которого несомненно заслуживал. Список этих фамилий можно продолжать до бесконечности. Именно об этом и прежде всего об этом сетовал в своих мемуарах Главный цензор России, Евгений Феоктистов:

«Почему же так?.. Вероятно потому, что всё выдающееся из ряда вон, всякая крупная величина, не пользуется у нас фавором; нужен главным образом „хороший человек“, но что именно подразумевается под этим термином, не поддается никакому анализу. Хорошим человеком может быть человек недалёкого ума, без способностей, совершенно бесцветный, но если он скромен, почтителен, приятный собеседник — симпатии будут всецело на его стороне».— (Евгений Феоктистов, «За кулисами политики и литературы»)
Отдельным изданием и оттисками вышли также следующие книги Евгения Феоктистова:
- «Магницкий, материалы для истории просвещения в России», монография, СПб., 1865. (Эта книга содержит в себе суровое осуждение в адрес пресловутого российского реакционера времён царствования Александра I).
- «Борьба Греции за независимость» (СПб., 1863);
- «Отношения России к Пруссии в царствование Елизаветы Петровны» (М., 1882).

## Комментарии
1. ↑  Журнал «Нива» в некрологе местом обучения указал историко-филологический факультет Московского университета. Согласно информации «Энциклопедического словаря Брокгауза и Ефрона» он окончил юридический факультет, то же и в некрологе Л. Н. Майкова; в Отчёте Императорского Московского университета за 1846—1847 академический и 1847 гражданский годы Архивная копия от 29 июля 2021 на Wayback Machine в 1847 году он числился студентом 1 курса юридического факультета. В этом же отчёте указано, что в университет он поступил из 1-й Московской гимназии, хотя И. О. Гобза в своём историческом очерке «Столетие Московской 1-й гимназии. 1804—1904 гг.» не указывает его в числе выпускников гимназии.

## Рекомендуемая литература
- ЦИАМ. — Ф. 418. — Оп. 16. — Д. 172